# 望月幸明
望月幸明（日语：／ Mochizuki Kōmei */?，1924年5月25日—2020年8月8日），日本政治人物。曾任山梨縣公选知事。

## 生平
1924年5月25日出生于山梨县中富町。1942年毕业于身延中学校。后从松本高等学校文科乙类考入东京大学法学部。1948年进入山梨县政府工作，曾任人事委员会总务课长、教育长、计划调整局长等职。1977年任山梨县副知事。1979年在金丸信的支持下当选知事。任期内促成了中央新干线山梨实验线的引入，以及中央自動車道的全线开通。他还为富士川的防洪项目做出了贡献。他曾多次率领代表团访华。1985年致使山梨县与四川省正式结为友好省县。
1992年，参加第16届参议院议员选举，但最终落选。晚年担任山梨县立身延高等学校校友会会长。2020年8月8日逝世。

## 出版物
- 望月幸明 (著). . 四川国际友城丛书之二. 由张建国; 段小丁翻译. 四川人民出版社. 1998. ISBN 9787220041983 （中文）.